# Strace

strace es una utilidad de línea de órdenes para comprobación de errores en el sistema operativo GNU/Linux. Permite vigilar las llamadas al sistema usadas por un determinado programa y todas las señales que éste recibe. Su funcionamiento es posible por una característica del núcleo linux llamada ptrace. Es similar a la aplicación truss disponible en otros sistemas Unix. 
El programa Cygwin provee de una utilidad similar.

## Uso
Su uso más común consiste en arrancarlo junto al programa al que se efectúa el trazado, el cual imprime una lista de las llamadas al sistema que ejecuta. Es útil para averiguar la causa del fallo de un programa determinado porque informa de situaciones en las que, por ejemplo, el programa está intentando acceder a un fichero que no existe o para el que no tiene permiso de lectura.